# 브리키 장난감 박물관

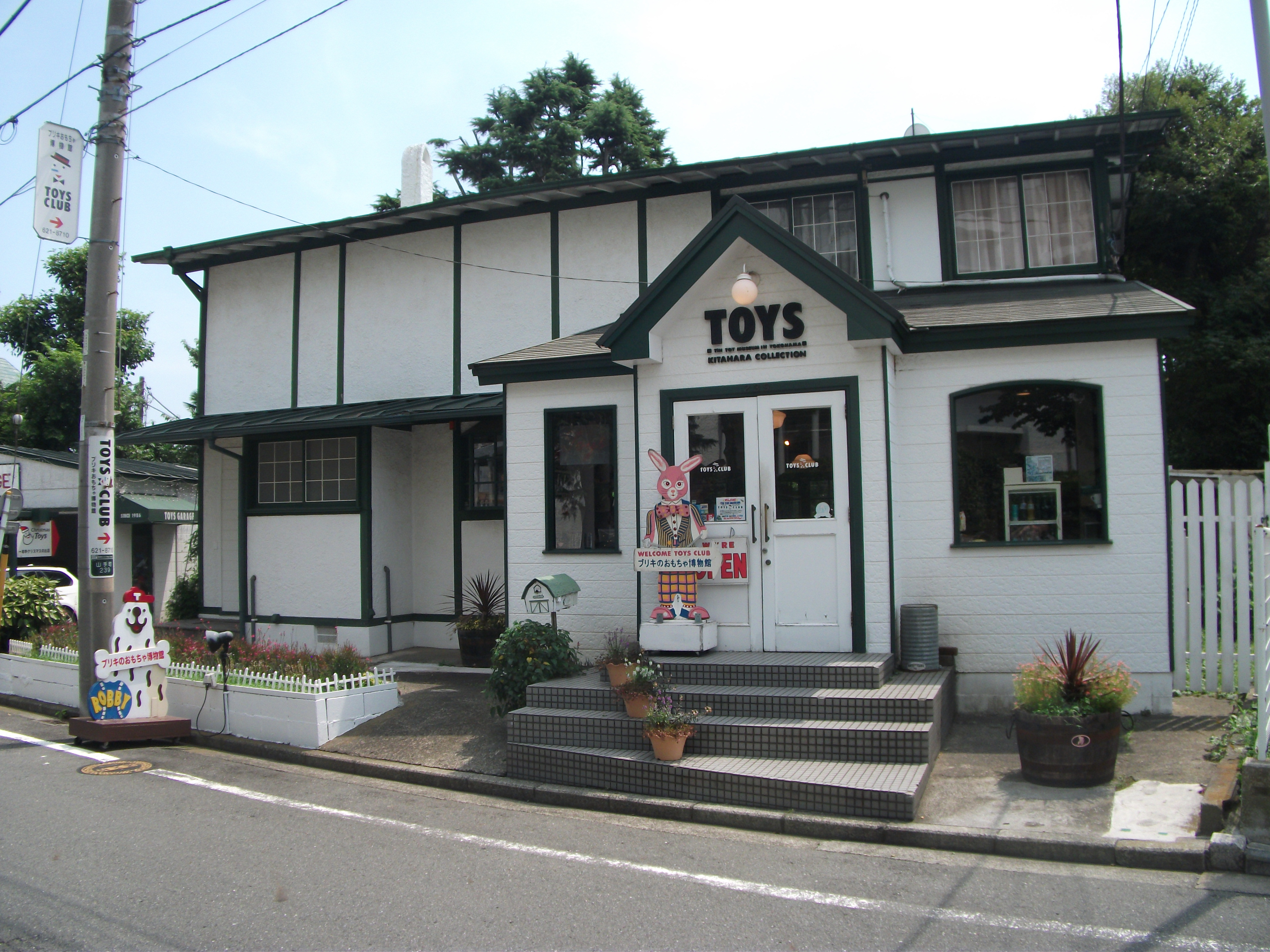

브리키 장난감 박물관은 일본 가나가와현 요코하마시에 있는 장난감 박물관이다. 기타하라 데루히가 수집한 브리키 장난감을 전시하였다. 1890년대부터 1960년대에 걸쳐 일본에서 만들어진 인형, 자동차, 비행기 등의 브리키 장난감 3,000여점이 있다.